# Gauß (Einheit)
Gauß (in der Schweiz oder unter englischsprachigem Einfluss auch Gauss; Einheitenzeichen: Gs, G; nach Carl Friedrich Gauß) ist die Einheit der magnetischen Flussdichte im elektromagnetischen CGS-System und im Gaußschen CGS-System:
{\displaystyle \mathrm {1\,Gs=1\ {\frac {\sqrt {g}}{{\sqrt {cm}}\cdot s}}} }
In Deutschland ist das Gauß seit 1970 keine gesetzliche Einheit im Messwesen, wird aber vor allem in der Astrophysik weiterhin verwendet.

## Konvertierungen
Die gesetzliche Einheit der magnetischen Flussdichte in der EU und in der Schweiz ist die SI-Einheit Tesla (T):
{\displaystyle {\begin{aligned}\mathrm {1\,Gs} &\ \,\mathrel {\widehat {=}} \,\ \mathrm {0{,}1\,mT=100\,\mu \mathrm {T} =10^{-4}\,T} \\\Leftrightarrow \mathrm {10^{4}\,Gs} =\mathrm {10.000\,Gs} &\ \,\mathrel {\widehat {=}} \,\ \mathrm {1\,T} \end{aligned}}}
Das „entspricht“-Zeichen (≙) zeigt an, dass Gauß und Tesla zu unterschiedlichen Größensystemen gehören.
Parallel zum Gauß existierte für die magnetische Flussdichte die Einheit Gamma:
{\displaystyle {\begin{aligned}\mathrm {1\ \gamma } &=\mathrm {10^{-5}\,Gs\ \,\mathrel {\widehat {=}} \,\ 10^{-9}\,T} \\\Leftrightarrow \mathrm {10^{5}\ \gamma } =\mathrm {100.000\ \gamma } &=\mathrm {1\,Gs} \end{aligned}}}
Das Gauß wird oft mit der Gaußschen CGS-Einheit der magnetischen Feldstärke H verwechselt, dem Oersted, das sich im Gaußschen Einheitensystem und in elektromagnetischen CGS-Systemen ebenfalls darstellen lässt als g1/2cm−1/2s−1. Der Grund für diese formale Gleichheit ist, dass magnetische Flussdichte und magnetische Feldstärke in o.g. Einheitensystemen von gleicher Dimension sind (anders als im SI, wo sich die beiden Größen stets um die magnetische Permeabilität {\displaystyle \mu } bzw. um die magnetische Feldkonstante {\displaystyle \mu _{0}} als Proportionalitätsfaktor unterscheiden).
Die entsprechende Einheit im elektrostatischen CGS-Einheitensystem (esE) ist das Stattesla (statT), das aber kaum je Verwendung fand. Die Konvertierung lautet:
{\displaystyle 1\,\mathrm {statT} \,\mathrel {\widehat {=}} \,\ \{c\}\cdot 1\,\mathrm {Gs} \,},
wobei {c} ≈ 3·1010 der Zahlenwert der Lichtgeschwindigkeit in cm/s ist.

## Historisches
„Gauß“ als Name der elektromagnetischen CGS-Einheit für die magnetische Feldstärke wurde im Jahre 1900 auf dem 5. Internationalen Elektrizitätskongress in Paris festgelegt. Infolge eines Missverständnisses nahmen die amerikanischen Delegierten jedoch an, „Gauß“ sei als Name für die elektromagnetische CGS-Einheit der magnetischen Flussdichte vereinbart worden. Diese Mehrdeutigkeit wurde 1930 auf der IEC-Tagung in Stockholm und Oslo zugunsten der amerikanischen Auffassung bereinigt.
1933 legte das IEC auf einer Sitzung in Paris fest, dass 1 cm−1/2g1/2s−1 als elektromagnetische CGS-Einheit der magnetischen Feldstärke „Oersted“ heißen soll.
Das Einheitenzeichen „Gs“ für das Gauß wurde vom IEC 1935 auf einer Konferenz in Scheveningen festgelegt.